# Absolute Heartbeat Music 18 Original Lovesongs
Absolute Heartbeat Music 18 Original Lovesongs er et dansk opsamlingsalbum udgivet i 1995 af EVA Records i serien af Absolute Heartbeat Music 18 Original Lovesongs-albums.

## Spor
1. Phil Collins – "Against All Odds"
2. Randy Crawford – "One Day I'll Fly Away"
3. Chris Rea – "Fool (If You Think It's Over)"
4. Nilsson – "Without You"
5. Lisa Stansfield – "All Woman"
6. Michael Learns To Rock – "The Actor"
7. Don McLean – "Vincent"
8. Tina Turner – "What's Love Got To Do With It"
9. Alannah Myles – "Black Velvet"
10. Curtis Stigers – "I Wonder Why"
11. Annie Lennox – "Why"
12. The Hollies – "The Air That I Breathe"
13. Culture Club – "Do You Really Want To Hurt Me?"
14. Robson Green & Jerome Flynn – "Unchained Melody"
15. Dionne Warwick – "Heartbreaker"
16. The Cars – "Drive"
17. Roberta Flack & Peabo Bryson – "Tonight I Celebrate My Love"
18. Marc Almond feat. Gene Pitney – "Something's Gotten Hold Of My Heart"